# Neutralität (Zeitschrift)
Die Neutralität mit dem Untertitel kritische Schweizer Zeitschrift für Politik und Kultur war eine deutschsprachige, politische Zeitschrift in der Schweiz, die von Paul Ignaz Vogel von 1963 bis 1974 herausgegeben wurde. Die Zeitschrift war in der Deutschschweiz die führende nonkonformistische Publikation.

## Geschichte
Paul Ignaz Vogel gründete 1963 in Basel ohne Eigenkapital die Zeitschrift, die er selbst herausgab. Mit der «durchschlagenden und entwaffnenden Naivität eines überzeugten Pazifisten» forderte Vogel mit seiner Zeitschrift mitten im Kalten Krieg heraus. Die Zeitschrift ging ein Tabuthema nach dem anderen an: die Schweiz im Zweiten Weltkrieg, der Jurakonflikt, die Armee, Waffenhandel, Vietnam, Fremdarbeiter.
Die Zeitschrift erschien in den ersten Jahren vierteljährlich, von 1966 bis 1968 zweimonatlich, ab 1969 monatlich und im letzten Erscheinungsjahr 1974 wieder zweimonatlich. Die Erscheinungsorte waren Basel, später Biel und 1973 bis 1974 Bern. Von 1970 bis 1971 hatte sie eine literarische Beilage mit dem Titel Drehpunkt. Ein Einzelheft kostete 2.50 Franken.
Für die Zeitschrift schrieben namhafte Autoren wie der Philosoph Arnold Künzli, der Kommunist Konrad Farner, der Schriftsteller Max Frisch, Kurt Marti, Alfred Rasser, Hans Erich Nossack, Renate Riemeck, Hanns-Dieter Hüsch und Dieter Süverkrüp. Sie wurden bis 1965 vom Schweizer Germanisten Walter Muschg finanziell unterstützt. Zu den Förderern der Zeitschrift gehörten der Schriftsteller Friedrich Dürrenmatt und die staatliche Stiftung Pro Helvetia. Vogel und sein Freundeskreis aus dem Umfeld der Zeitschrift bezeichneten sich selbst als Nonkonformisten.
Um den Mai 1965 gab es Fusionsverhandlungen mit Opposition/lebendige Demokratie.
Zu Beginn der 1970er Jahre wurde die wirtschaftliche Situation der Zeitschrift immer schwieriger. Um die Zeitschrift zu retten, kooperiert Vogel mit der Sozialdemokratischen Partei (SP) und wird im Oktober 1970 deren Parteimitglied. Aufgrund von Differenzen war Anfang 1974 die Zeitschrift trotzdem am Ende. Die Interessen von Vogel und der SP waren zu unterschiedlich, wie Vogel sagte: «Die SP wollte die ‹neutralität› nicht kaputt-, sondern bloss vollständig zu ihrem Instrument machen.» Die letzte Ausgabe der Zeitschrift Neutralität erschien im November 1974 als Nr. 5 des 12. Jahrganges.

## Kritik an Bundesrat Ludwig von Moos
Ende 1969 erhob Vogel in der Neutralität den Vorwurf, der damalige Schweizer Bundesrat Ludwig von Moos sei dem Antisemitismus der Nazis nahegestanden. Vogel bezeichnete von Moos als Antikommunisten, er habe «krasseste Antisemitismen» vertreten. Vogel bezog sich vor allem auf antisemitische Kommentare im Obwaldner Volksfreund der 1930er Jahre. Von Moos war Korrespondent und ab 1934 allein verantwortlicher Redaktor dieser Zeitung gewesen. Die Neutralität publizierte eine Vielzahl von Passagen aus dem Obwaldner Volksfreund, die von Moos als alleinverantwortlicher Redaktor drucken liess.
Am 29. Dezember 1969 forderte Vogel an einer Pressekonferenz der Neutralität den Rücktritt von von Moos wegen dessen Tätigkeit als Redaktor des Obwaldner Volksfreundes. Gleichentags gab das Departement von von Moos eine Erklärung heraus: Die Zitate [aus dem Obwaldner Volksfreund] gäben ein «verzerrtes Bild» wieder. «Sie sind aus dem Gesamtzusammenhang der damaligen Zeit und der historischen Realität herausgerissen.» Es ist nicht nachweisbar, ob die von Moos zur Last gelegten Artikel alle von ihm selbst geschrieben wurden, da sie zum Teil nicht namentlich gezeichnet waren. Im Neutralität-Heft 1/1970 wiederholte Vogel seine Rücktrittsforderung.
Von Moos trat am 31. Dezember 1971 in der laufenden Legislaturperiode 1971–1975 zurück. Sein Rücktritt ist nach Ansicht von Paul Ignaz Vogel auch im Zusammenhang zu sehen mit den an ihn gerichteten Rücktrittsforderung und seiner Verantwortung für Beiträge im Obwaldner Volksfreund.

## Beobachtung des Schweizerischen Geheimdienstes
1995 wurde durch ein aussergerichtliches Einsichtsverfahren in die Staatsschutzakten bekannt, dass der schweizerische Geheimdienst das Leben von Vogel ab 1962 intensiv verfolgt hatte. 1974 stellte der Staatsschutz gleichzeitig mit dem Ende der Zeitschrift Neutralität die Observation von Vogel ein.